# Prince Nxumalo
Mfanafuthi Prince Nxumalo (* 18. května 1990, Durban, JAR) je fotbalový útočník z Jihoafrické republiky, který hraje v jihoafrickém týmu SuperSport United FC.

## Klubová kariéra
Nxumalo hrál v Jihoafrické republice za klub FC Cape Town. V srpnu 2012 přestoupil do SuperSport United FC, za něj debutoval v lize 19. prosince 2012 proti Ajaxu Cape Town (výhra 2:1), v zápase si připsal jeden gól (úvodní na 1:0).
V červnu 2014 byl společně s krajanem Andile Khumalem na testech v českém klubu FK Mladá Boleslav.